# PAT (canal de televisión)
PAT (Periodistas Asociados Televisión), también llamado Red PAT, es un canal de televisión abierta boliviano fundado como productora en agosto de 1990 por el político y periodista Carlos Mesa. Se convirtió en un canal de televisión en 1998.

## Historia

### Antecedentes
El 1 de agosto de 1990, Carlos Mesa, Mario Espinoza, Amalia Pando y Ximena Valdivia crearon la empresa PAT, inicialmente como productora de noticias. La idea se origina cuando en Telesistema Boliviano, Pando, Mesa y Espinoza, coinciden en fundar su propia productora de noticias (la primera de su campo en Bolivia), Valdivia aporto un crédito. La productora de noticias independiente produjo dos noticieros: 2.ª Edición al mediodía y 3.ª Edición por la noche. El nombre de 1.ª Edición quedó reservado hasta el nacimiento del canal. El primer canal fue Canal Once, bajo la dirección de René Meyer, las transmisiones iniciaron el 15 de septiembre del mismo año. En 1990 se emitió por América Televisión; y en 1997 a Bolivisión cuando recién comenzaba sus emisiones, su sede se encontraba en la Av. Saavedra en Miraflores y la productora no tuvo problemas desde su nacimiento, gana la licitación 1992-1997 de la alianza ADN-MIR (siendo el único licitario), la licitación 1997-2001 del Gobierno del MNR. Aparte del noticiero, la productora PAT realizaba tres programas más: De Frente, conducido y dirigido por Amalia Pando, centrado en el reportaje de investigación; Detrás de las Noticias conducido por Mario Espinoza con un formato documental y centrado en eventos históricos y De Cerca conducido por Carlos Mesa, pero emitido desde los estudios de la red ATB. La productora de Carlos Mesa también estuvo involucrada en la producción de un filme nacional: Jonás y la Ballena Rosada en 1995. Entre septiembre de 1983 y marzo de 1998, uno de sus programas estrella De Cerca se habían desarrollado 472 entrevistas.

### Crisis como productora y fundación de la Red PAT
En agosto de 1997, Gonzalo Sánchez de Lozada entrega la banda presidencial a Hugo Banzer Suarez. Tiene como socio principal al MIR, el conflicto surgió cuando PAT (a través de la licitación de la entonces TVB) denunció los llamados narcovínculos, denunciados con énfasis desde PAT. Esta vez, el anti-gonismo que estaba en el gobierno no haría más concesiones. Con Carlos Mesa fuera de TVB, fundó un canal propio, del mismo nombre que su productora, PAT. En octubre de 1998, PAT se movía unos metros más arriba e inauguraba su nuevo edificio. La nomina daba a entender a los tres accionistas principales y dos, de menor cuantía: Barbery, Mesa y Valdivia.
Ante los planes de la creación como canal, Bolivisión deja de emitir sus noticieros para empezar a emitir los suyos.
Con la participación societaria del dueño de El Deber se financió la salida al aire de PAT. Para hacerla realidad se depositaron 100.000 dólares americanos en la Superintendencia de Telecomunicaciones para hacerse con la licencia. En septiembre de 1998 PAT se convirtió en red nacional.

### Era de Carlos Mesa (1998-2002)
El inicio de transmisiones de PAT se hizo a nivel nacional vía satélite a los nueve departamentos del país. En la mayoría de las regiones emitiendo en canal 42 y sólo en La Paz en canal 39. Los principales programas de aquella época fueron los noticieros: 1.ª, 2.ª y 3.ª Edición de PAT Noticias, De Cerca y Detrás de las Noticias, la Obertura del Siglo XX conducido por Sergio Calero y Patricia Flores, una serie de programas de la cadena de cable MTV, telenovelas, series y películas, transmisiones en vivo y resúmenes de los Juegos Olímpicos de Sídney, los partidos de la selección boliviana en las eliminatorias mundialistas de Corea Japón 2002. Fue en 2002 cuando Carlos Mesa fue invitado por la jefatura del MNR a ser candidato a la vicepresidencia de la República; invitación que aceptó teniendo que dejar en consecuencia la dirección y conducción de Noticieros PAT.
Inicialmente la emisión de novelas estaba fuera de cuestión, pero luego el canal empezó por emitir una brasileña.

### Era Espinoza (2002-2007) y venta a Daher (2007-2012)
Una vez que Carlos Mesa se alejó de la dirección de PAT, Abdallah Edmond Daher Bulus accionista de Aerosur, compra sus acciones y la identidad del canal cambia y la sucursal de Santa Cruz se hace más importante. En las elecciones generales de 2002 se impone por un pequeño margen el MNR, partido por el que candidateaba Mesa. La época fue turbulenta y tan solo unos meses después Gonzalo Sánchez de Lozada renuncia la presidencia y Carlos Mesa asume el cargo. En 2003 Mario Espinoza crea un programa llamado El Pentágono donde asiste de manera regular el futuro vicepresidente Álvaro García Linera como panelista y también Verónica Larrieu, una modelo cruceña. Amalia Pando renuncia debido a diferencias entre ella y los demás accionistas de la red. En 2006 Cayetano Llobet asume el cargo de presentador y comentarista de PAT Noticias Edición Central. En 2009 renuncia Mario Espinoza a la dirección de PAT y lo reemplaza el controversial periodista José Pomacusi que había sido el jefe de prensa de la red Unitel desde 2001 hasta 2007. En 2009 debuta el programa No Mentirás bajo la conducción de Sissi Añez, la exesposa de Pomacusi.
No mentirás fue creado por José Pomacusi en 2009. Siendo su horario de emisión a las 22:15 de lunes a viernes. El contenido del programa está constituido de entrevistas, reportes en vivo desde distintas ciudades del país; la sección El Soberano donde el público opina sobre distintos temas de la actualidad nacional. Otro aspecto a destacar son las infografías en medio de las noticias que le dan un apoyo estadístico y factual a la noticia que está siendo presentada. Fabiana Villaroel, una modelo daba una pausa entre noticia y noticia con una sección de modelaje y pasarela.
El gobierno de Evo Morales era constantemente criticado en No Mentirás y se enfocó en la asfixia económica y legal a la línea aérea Aerosur apuntando a uno de sus accionistas Abdallah Daher, quien como propietario de la Red PAT hacía éstas críticas. Finalmente en 2012 después de años de problemas económicos y legales Aerosur cierra y Abdallah Daher tiene que vender sus acciones en PAT, pasando ésta a ser un medio condescendiente con el partido oficialista.

### 2012 a 2019
Entre 2012 y 2019, la red PAT había adoptado una línea editorial distinta. La programación se basa en noticieros, talk-shows, reality-shows y algunos documentales de producción propia. Los noticieros principales se emiten desde Santa Cruz de la Sierra y La Paz. También desde 2015, empieza a pagar licencias de Televisa, Telemundo, Grupo Imagen y Nickelodeon, entre otros.
PAT había pasado desde 2011 a ser un medio paraestatal y parcializado con el Gobierno de Evo Morales. El canal es acusado de evadir impuestos a cambio de ser el tercer canal en recibir publicidad y pauteo gubernamental (detrás de Bolivia TV y Red ATB, primero y segundo respectivamente), además de ser administrado por empresarios afines al exvicepresidente Álvaro García Linera. En retribución a ello, la empresa dueña empieza a producir documentales que según su linea editorial favorecía al partido de Gobierno.

### 2019 en adelante
El 10 de noviembre de 2019, a raíz de la crisis política que llevó a la renuncia de Evo Morales, y la sucesión de Jeanine Áñez, el Ministerio de Gobierno inició una serie de procesos penales contra los administradores de la casa televisiva, así como de los ejecutivos de ATB, y el diario nacional La Razón, acusándolos de actos ilícitos económicos con el partido de gobierno y Evo Morales.
Abdallah Daher denuncia en enero de 2020 que fue extorsionado por el gobierno de Morales para ceder el medio bajo advertencia de que incluyan a él o a su hijo en el caso «Terrorismo». Daher reclama por su derecho a recuperar las acciones y el poder sobre la empresa que opera el medio. La justicia falla a su favor y le devuelve el control del medio.
En este caso, se implicó a Marcelo Hurtado por la compra irregular de PAT, lo que llevó su detención y siendo imputado el 3 de enero de 2020 por la Fiscalía boliviana. Hurtado es liberado, y luego es nuevamente detenido, en esta ocasión, por el caso «ATB». 
A diferencia de ATB y La Razón, PAT no retoma una línea editorial favorable al MAS-IPSP y al gobierno de Luis Arce.
Los exejecutivos, con el exministro Héctor Arce Zaconeta de abogado, inician una batalla legal contra Daher para recuperar el control financiero y editorial del medio. Sin embargo, el 17 de noviembre de 2021, la jueza Ángela Patricia Hira restituyó las acciones de PAT a favor de Daher.
Daher contrata a Carlos Romero (exministro de Gobierno de Evo Morales), para que sea asesorado legalmente y reciba respaldo del Estado, sin sufrir el cierre del canal. En agradecimiento, Daher cede parte de las acciones de PAT a Romero.

## Presentadores
- Jimena Antelo
- María Delgado
- Carolina Paz
- Graciela Novaski
- Maria Jose Suarez
- Juan Manuel d'Arruda Deux

### Voz institucional
- Carlos Flores (2009-presente)

## Logotipos

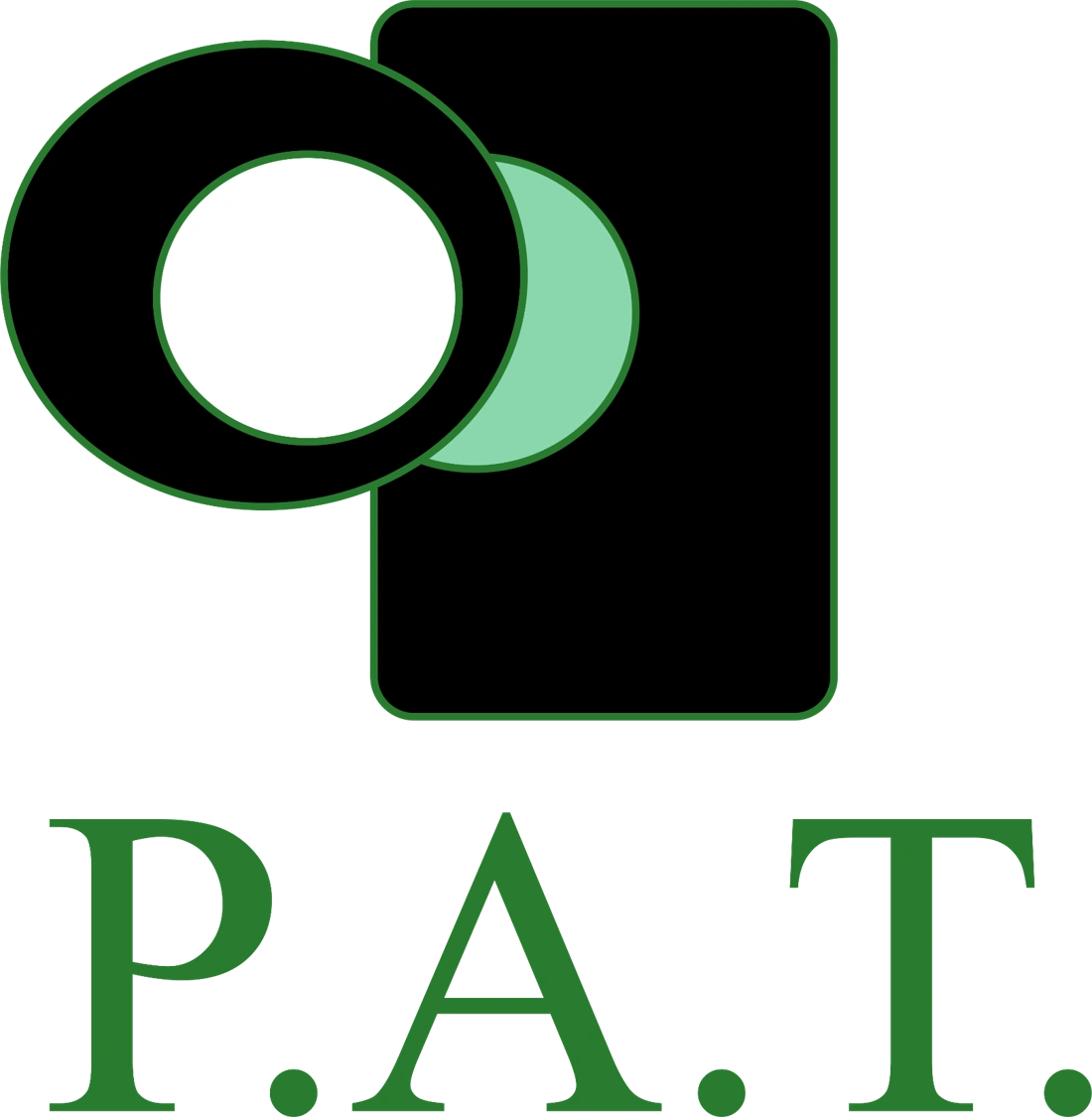
1990-2007
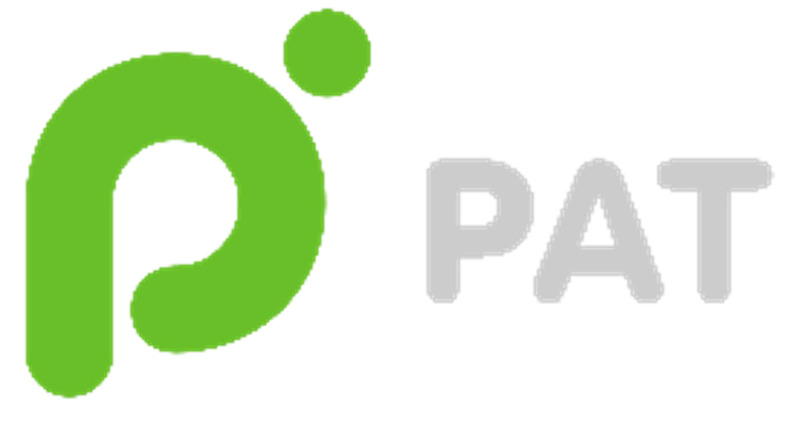
2007-2008
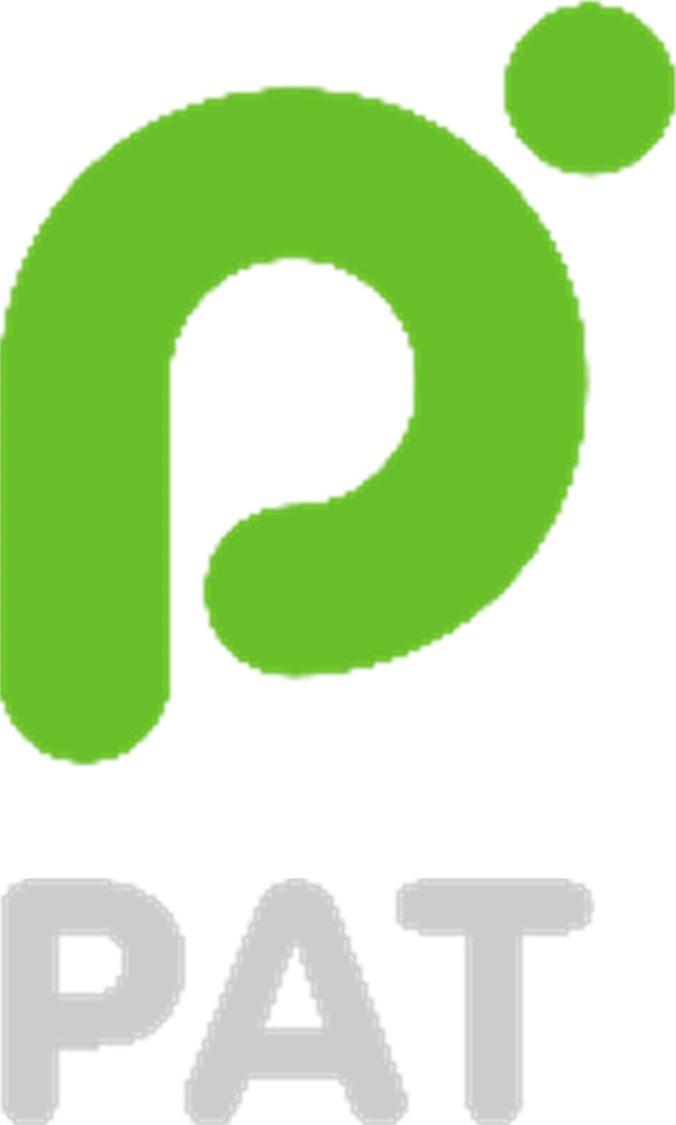
2008-2010
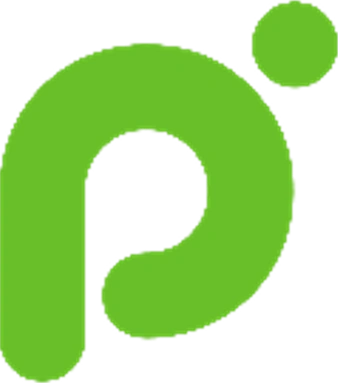
2010-2011
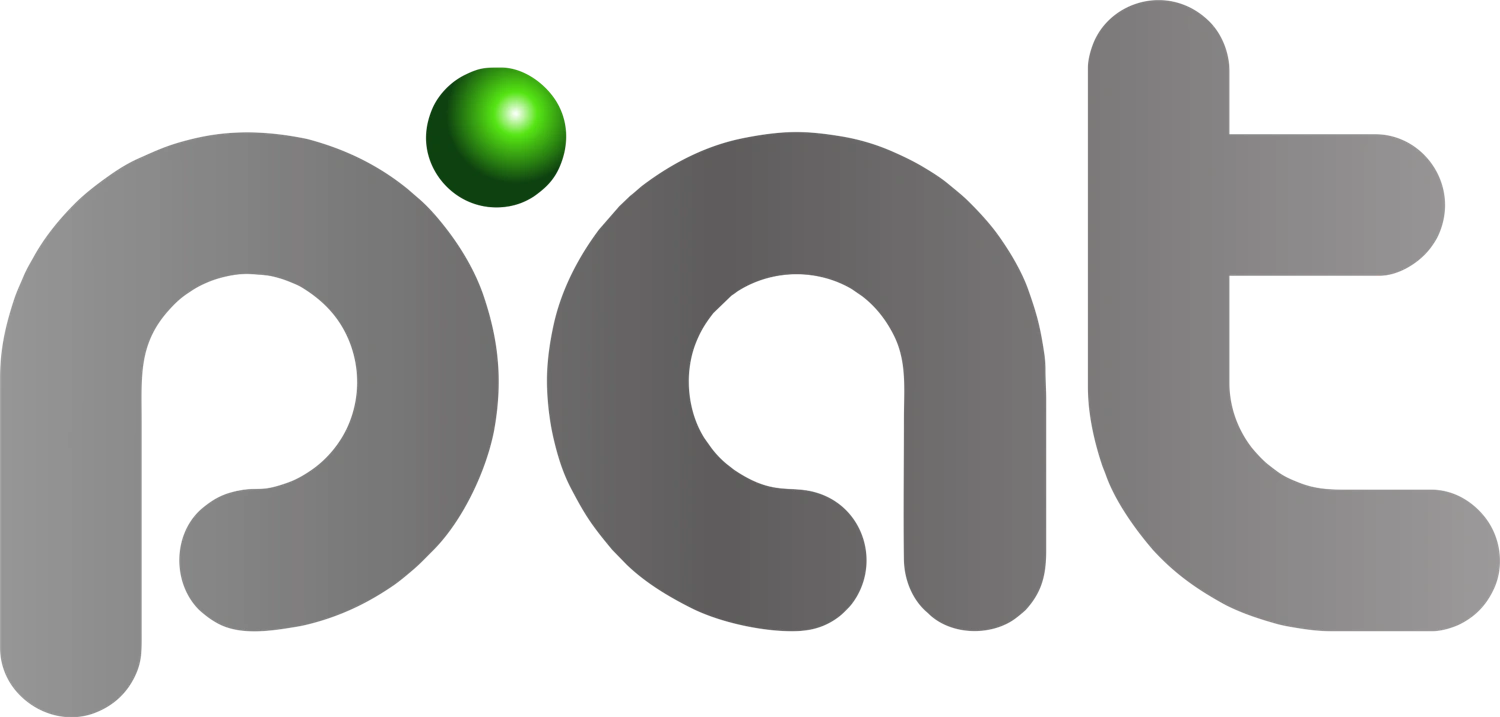
2011-2013
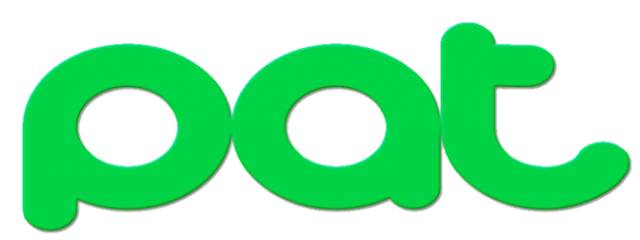
2013-2016
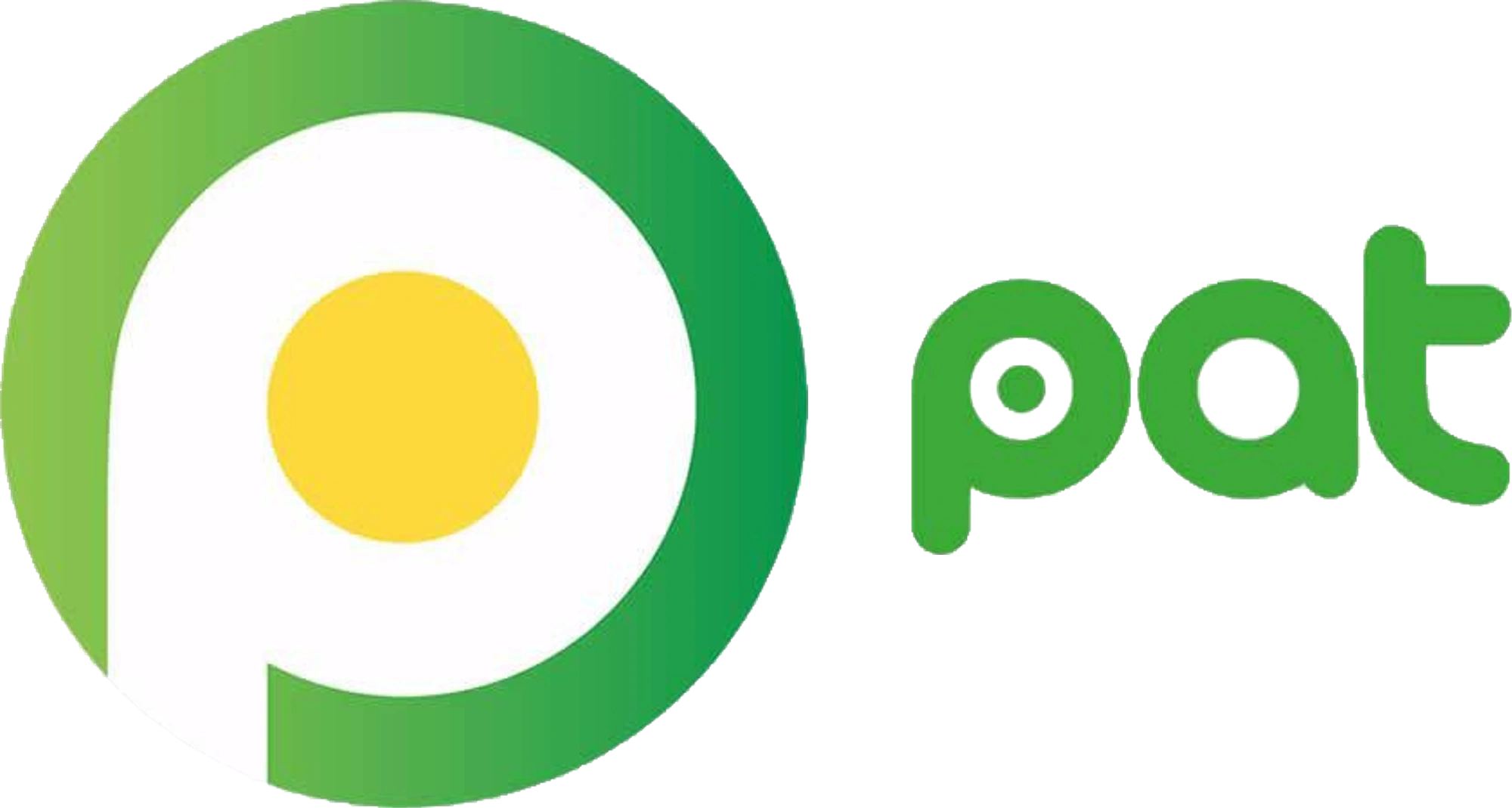
2016-2021
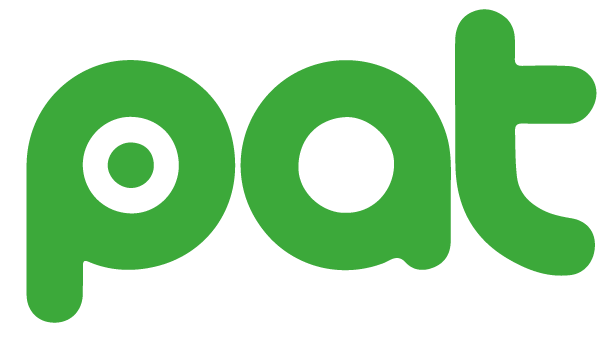
Desde 2021

## Controversias

### Uso de imágenes del piloto de Lost para ilustrar el accidente de Air France (2009)
El 18 de junio de 2009, el noticiero PAT Noticias emitió una nota que mostraba supuestas imágenes del accidente de Air France ocurrido diecinueve días antes. Se reveló que las imágenes procedían del episodio piloto de Lost.Las fotos supuestamente fueron atribuidas al supuesto pasajero Paulo Muller, que era inexistente, y el supuesto avión de Air France era de la aerolínea ficticia Oceanic Airlines, nombre utilizado en diversas series de televisión y películas, para evitar alusiones a aerolíneas reales y sus accidentes. La cámara supuestamente procedía de Serra do Cachimbo en Brasil.

### Salida del programa «No Mentirás» (2024)
En una entrevista en el programa No Mentirás, conducido por Jimena Antelo y producido por José Pomacusi, se entrevista al entonces Comandante del Ejército, Juan José Zúñiga, donde acusó a Evo Morales de instigar a la polarización y de obtener a toda costa, la postulación a la presidencia. Estos eventos precedieron al intento de golpe de Estado en Bolivia.
Como Carlos Romero se convierte en accionista del canal, la dirección del mismo argumentó que «hubo fumigación de los sets», pero luego y de manera inexplicable, el programa fue sacado del aire. El contrato de 15 años, terminaba en octubre, pero debido a la cercanía de Romero con Evo Morales, se decidió no renovar el contrato y cancelar el programa.